# Cernay-en-Dormois
Cernay-en-Dormois ist eine französische Gemeinde mit 134 Einwohnern (Stand 1. Januar 2022) im Département Marne in der Region Grand Est. Sie gehört zum Arrondissement Châlons-en-Champagne und zum Kanton Argonne Suippe et Vesle. 

## Geografie
Die Gemeinde Cernay-en-Dormois liegt an der Dormoise an der Grenze zum Département Ardennes zwischen der Trockenen Champagne und den Argonnen. Im Südwesten hat die Gemeinde einen Anteil am Militärlager Camp de Suippes. Sie ist umgeben von folgenden Nachbargemeinden:
| Fontaine-en-Dormois | Bouconville                                 | Autry, Condé-lès-Autry |
| Rouvroy-Ripont      | Kompassrose, die auf Nachbargemeinden zeigt |                        |
| Massiges            | Ville-sur-Tourbe                            | Servon-Melzicourt      |

## Bevölkerungsentwicklung
| Jahr                       | 1962 | 1968 | 1975 | 1982 | 1990 | 1999 | 2008 | 2018 |
| -------------------------- | ---- | ---- | ---- | ---- | ---- | ---- | ---- | ---- |
| Einwohner                  | 305  | 209  | 179  | 156  | 153  | 126  | 150  | 144  |
| Quellen: Cassini und INSEE |      |      |      |      |      |      |      |      |